# 신 (눈물을 마시는 새)
작가 이영도의 소설 《눈물을 마시는 새》, 《피를 마시는 새》에서 등장하는 네 선민종족이 섬기는 신들이 있다.

### 어디에도 없는 신
- 인간이 섬기는 신
- 이름처럼 바람을 상징한다.
- 하인샤 대사원이 총본산이다.
  - 하인샤 대사원의 승려들은 염주를 돌리며 어디에도 없는 신에게 기도한다.

### 모든 이보다 낮은 여신
- 레콘이 섬기는 신
- 이름처럼 땅을 상징한다.
- 레콘들도 몰랐지만 최후의 대장간이 대사원 역할을 한다.

### 자신을 죽이는 신
- 도깨비 (눈물을 마시는 새)가 섬기는 신
- 이름처럼 불을 상징한다.

### 발자국 없는 여신
- 나가 (눈물을 마시는 새)가 섬기는 신
- 이름처럼 물을 상징한다.
- 심장탑의 수호자들은 발자국 없는 여신의 신랑으로 살아간다.

### 자신을 보지 못하는 신
- 두억시니 (눈물을 마시는 새 )들이 섬겼지만 잃어버린 신
- 정황상 빛을 상징하는 것으로 추정된다.

### 특징
- 신들이 부정적인 표현으로 묘사된다.
  - 낮은, 없는, 죽이는 등의 표현으로 이름 지어졌다.